# Arthur Donald Walsh
Arthur Donald Walsh (* 8. August 1916 in Loughborough; † 23. April 1977) war ein britischer Chemiker und langjähriger Professor an der University of Dundee.

## Leben
Er wurde als Sohn des Bauzeichners und aktiven Baptisten Arthur Thomas Walsh und dessen Gattin Amy Florence Walsh, einer Lehrerin, geboren. In Loughborough besuchte er die Grammar School. Das Studium an der University of Cambridge schloss er 1941 mit dem Ph. D. ab. Sechs Jahre unterrichtete er an der University of Leeds. 1955 wurde er Professor für Chemie an der University of Dundee. Dort wurde er 1967 Dekan. In dieser Funktion trug er wesentlich dazu bei, eine Abteilung für Biochemie aufzubauen. 1976 drängte man ihn wegen seiner Parkinson-Krankheit zur Aufgabe seiner Ämter. Er entwickelte das nach ihm benannte Walsh-Modell.

## Werk
Er forschte vorwiegend zu Fragestellungen der Spektroskopie und schrieb zahlreiche Veröffentlichungen. Sein Name wird heute mit den sog. Walsh-Diagrammen verbunden, die einen Zusammenhang zwischen der Anzahl der Valenzelektronen und der Geometrie eines Moleküls aufzeigen und somit die Kenntnisse der Molekülorbitaltheorie ergänzen.
1959 wurde er zum Mitglied (Fellow) der Royal Society of Edinburgh gewählt. 1964 nahm man ihn in die Royal Society auf.